# Michael Hollick
Pour les articles homonymes, voir Hollick.
Michael Andrew Hollick est un acteur américain né le 5 août 1973 à Brooklyn (New York). Il est notamment connu pour avoir joué le rôle de Niko Bellic, protagoniste de Grand Theft Auto IV,.

## Carrière
Hollick fait quelques apparitions dans des pièces de théâtre, comme De La Guarda, Fuerzabruta, en off-Broadway,Tarzan et Jumpers à Broadway. Il a également fait quelques courtes apparitions dans des séries télévisées telles que New York, police judiciaire, New York, section criminelle, New York, unité spéciale et Sex and the City. Il a également joué Scar dans la production musicale du Roi Lion.

## Vie privée
Hollick réside actuellement à Las Vegas (Nevada). Il est marié à l'actrice Angela Tsai, avec laquelle il a un fils, Maxime Ming Hollick, né le 22 juillet 2010 ainsi qu'une fille, Eva, née en 2015.

## Filmographie
| Date      | Titre                        | Rôle                   | Notes                            |
| --------- | ---------------------------- | ---------------------- | -------------------------------- |
| 2000-2002 | New York, unité spéciale     | Coach/aide-soignant    | Épisodes: Wrong Is Right Justice |
| 2002      | Sex and the City             | Dickie Sailor          | Épisode: "Larguez les amarres !" |
| 2006-2009 | New York, police judiciaire  | Nick Carvahal/Minister | Épisodes: Fame Dignity           |
| 2007      | New York, section criminelle | Barry Epstein          | Épisode: Privilege               |

| Date | Titre                                    | Rôle        | Notes                |
| ---- | ---------------------------------------- | ----------- | -------------------- |
| 2008 | Grand Theft Auto IV                      | Niko Bellic | Capture du mouvement |
| 2009 | Grand Theft Auto: The Ballad of Gay Tony | Niko Bellic | Capture de mouvement |
| 2009 | Grand Theft Auto IV: The Lost and Damned | Niko Bellic | Capture de mouvement |
| 2011 | Homefront                                | n/a         | Capture de mouvement |

## Récompenses et nominations
| Date | Récompense  | Catégorie                  | Titre de l'œuvre                     | Résultat |
| ---- | ----------- | -------------------------- | ------------------------------------ | -------- |
| 2008 | Spike award | Meilleur doublage masculin | Niko Bellic dans Grand Theft Auto IV | Lauréat  |